# Куандо
Куандо (или Квандо) (Cuando) је 1.500 km дуга ријека на југу Африке, десна притока Замбезија.
Ријека Куандо извире на преко 2.600 метара високом планинском масиву Бије (Bié) у средишту Анголе и тече првих пар километара у правцу југа, да би касније кренула на југозапад и у дужини од око 200 km образовала границу са Замбијом. Након градића Конгола, и протока кроз уски регион Намибије Каприви (Caprivi), Куандо тече на запад и образује границу Боцване и Намибије.
У доњем току ријека Куандо се назива, зависно од језика становништва - Чобе (Chobe) или/и Лињанти (Linyanti). Код града Казунгула, на четворомеђи Боцвана-Намибија-Замбија-Зимбабве улива се у Замбези.